# Stiftungsweingut Freiburg

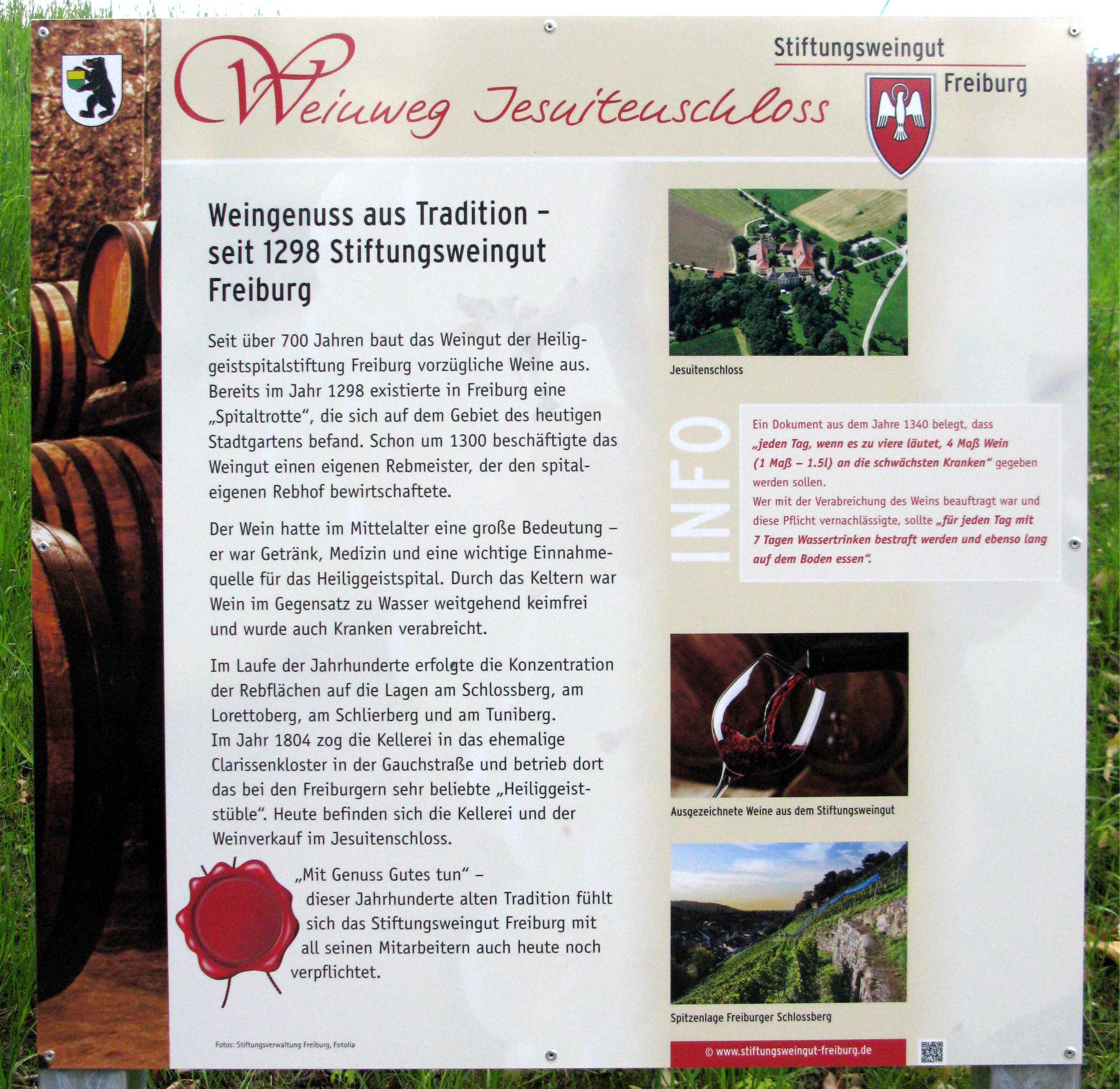
Weinweg Jesuitenschloss am Schlangenweg in Merzhausen: Tafel Stiftungsweingut Freiburg

Das Stiftungsweingut Freiburg ist im Besitz der Heiliggeistspitalstiftung Freiburg und bewirtschaftet Weinlagen in und um Freiburg im Breisgau und hat seinen Sitz im Jesuitenschloss in Merzhausen. Es wurde 1298 erstmals urkundlich erwähnt.

## Entstehung
Die Pfründner des Heiliggeistspitals Freiburg erhielten Pflege, wenn sie Rebberge und andere Vermögenswerte dem Spital übereigneten. Bis 1803 waren Spital und Weingut am Freiburger Münsterplatz. Seit 1895 befinden sich das Weingut im Jesuitenschloss in Merzhausen.

## Lagen

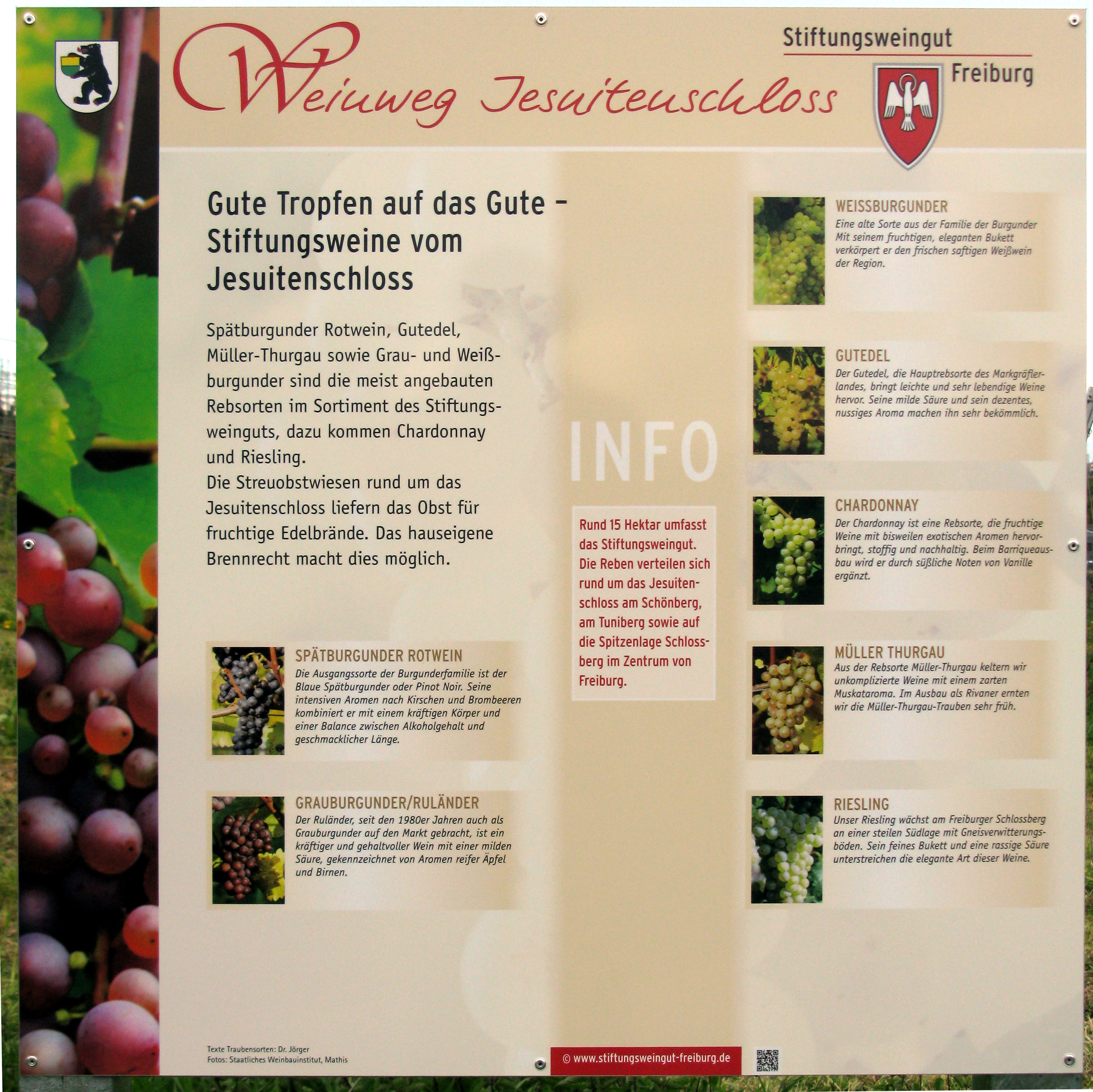
Weinweg Jesuitenschloss am Schlangenweg in Merzhausen: Tafel Rebsorten

Auf 16 Hektar werden die Weine angebaut. Die Lagen sind Tuniberg, Freiburger Schlossberg, Freiburger Jesuitenschloss und Niederrimsingen.
Als Rebsorten werden angebaut Spätburgunder, Merlot, Gutedel, Rivaner, Müller-Thurgau, Grauburgunder, Weißburgunder, Chardonnay, Muskateller und Riesling.